# Roberto Pavoni
Roberto Pavoni (Romford, 22 marzo 1991) è un nuotatore britannico.

## Palmarès
- Europei

Berlino 2014: argento nei 400m misti; bronzo nei 200m misti.
- Europei in vasca corta

Netanya 2015: argento nei 400m misti.